# Dirk VI van Holland
Dirk VI (1114 - bij Utrecht, 5 augustus 1157) was graaf van Holland vanaf 1122, aanvankelijk onder het voogdijschap van zijn moeder.

## Huwelijk en kinderen
Omstreeks 1125 huwde hij met Sophia van Rheineck, dochter van Otto van Rheineck en Geertruid van Northausen. Door dit huwelijk kwam het graafschap Bentheim in handen van de graven van Holland. Sophie overleefde haar man met ruim 19 jaar. Ze stierf in 1176 tijdens een bedevaart in Jeruzalem.
Samen kregen ze de volgende kinderen
- Dirk (ca. 1138 - 1151), begraven te Egmond
- Floris III, graaf van Holland
- Otto, graaf van Bentheim
- Boudewijn, bisschop van Utrecht
- Dirk, bisschop van Utrecht
- Sophia (ovl. na 1202), abdis van Rijnsburg
- Hadewig (ovl. Rijnsburg, 28 augustus 1167) non te Rijnsburg
- Geertruid (ovl. op 13 augustus)
- Petronilla (ovl. 5 december)

Dirk had ook een buitenechtelijk kind, genaamd Robert (ovl. voor 1190), begraven te Rijnsburg.

## Regentschap van Petronilla
Toen zijn vader Floris II in 1122 stierf, was Dirk VI nog te jong om het bestuur op zich te nemen, waarop zijn moeder Petronilla van Lotharingen deze taken waarnam. In 1123 hielp Petronilla haar halfbroer hertog Lotharius in zijn strijd tegen keizer Hendrik V. Nadat Lotharius in 1125 zelf koning van het Heilige Roomse Rijk werd, voegde hij Rijnland en Leiden, (formeel sinds 1064 Utrechts bezit), bij Holland. In 1133 stichtte Petronilla de abdij van Rijnsburg. Omdat ze geen vertrouwen had in de nogal ambitieloze Dirk, rekte Petronilla haar regentschap, zodat haar tweede zoon Floris het graafschap kon overnemen.

## Floris de Zwarte
Deze Floris (bijgenaamd de Zwarte) bezat wel de ambities die bij zijn oudere broer leken te ontbreken. Hij kwam openlijk in opstand tegen zijn broer en werd van 1129 tot 1131 ook als graaf van Holland in oorkonden genoemd. Zelfs Rooms-koning Lotharius en bisschop Andries van Utrecht erkenden Floris als de rechtmatige graaf van Holland. In maart 1131 werd Dirk VI echter weer officieel graaf van Holland genoemd en leken de broers zich te hebben verzoend.
Zo'n zes maanden later (in augustus 1131) stonden de broers alweer tegenover elkaar, nadat de opstandige West-Friezen Floris de heerschappij over heel West-Friesland hadden aangeboden. Floris accepteerde dit maar al te graag en ook de Kennemers sloten zich daarna bij de opstand aan. Een jaar later, in augustus 1132, kwam Rooms-koning Lotharius tussenbeide en werd de broedertwist wederom bijgelegd, ook al had dit weinig invloed op het verzet van de Friezen.
Floris kwam in conflict met de familie van Cuijk toen zijn huwelijksaanzoek aan een van de dochters van de familie werd afgewezen. Floris viel bisschop Andries van Cuijk aan en bezette de stad Utrecht. Herman en Godfried van Cuijk trokken met een leger naar Utrecht. Zij verrasten Floris toen die buiten de stad aan het jagen was en doodden hem.
Dirk verwoestte daarop het kasteel van Herman bij Lexmond en Herman, Godfried en Andries moesten vluchten. Pas toen er een nieuwe keizer kwam (Koenraad III van Hohenstaufen), kon een vrede worden bereikt. Andries werd hersteld als bisschop, maar Herman moest voortaan Dirk als zijn heer erkennen voor zijn bezittingen bij Lexmond.

## Bedevaart van Dirk

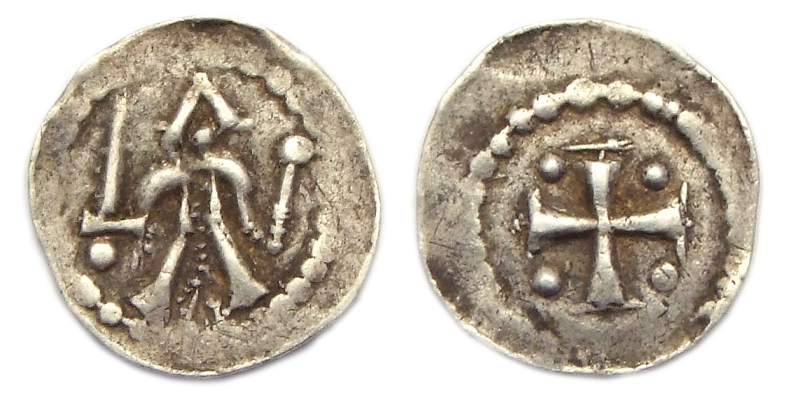
Penning van Dirk VI, graaf van Holland, geslagen ca. 1140, na zijn bedevaart

In 1138 ondernam Dirk VI samen met zijn vrouw een pelgrimstocht naar Jeruzalem. Op de terugreis bezocht Dirk paus Innocentius II en droeg hij de abdij van Egmond en de door zijn moeder gestichte abdij van Rijnsburg aan hem op. Hiermee onttrok hij de abdijen aan het kerkelijk gezag van het aartsbisdom Utrecht.

## Echternachse kwestie
In 1156 loste Dirk VI de slepende kwestie rond de Echternachse kerken op. Rond 923 had Dirk I in Egmond een klooster gesticht. Deze Abdij van Egmond kreeg de kerkelijke rechten over het gebied, in plaats van de door Willibrordus gestichte Abdij van Echternach. De abdij van Echternach ondernam herhaaldelijk pogingen het verloren bezit terug te krijgen. Dit had tot gevolg dat in 1063 de bisschop Willem I van Utrecht de kerken in het gebied over beide abdijen verdeelde. De abdij van Egmond wilde deze verdeling uiteraard niet accepteren. Dirk VI loste het conflict op door de abdij van Echternach, in ruil voor de gebieden, land op Schouwen en de inkomsten van de grote kerk in Vlaardingen te schenken. Dat de abt van Egmond, die bij de overdracht aanwezig was, weinig gecharmeerd was van deze oplossing, bleek wel toen hij Dirk VI en zijn zoon Floris kort erop in de ban deed. Deze ban is er waarschijnlijk de oorzaak van dat Dirk VI niet in Egmond maar in de Abdij van Rijnsburg werd begraven.

## Nalatenschap

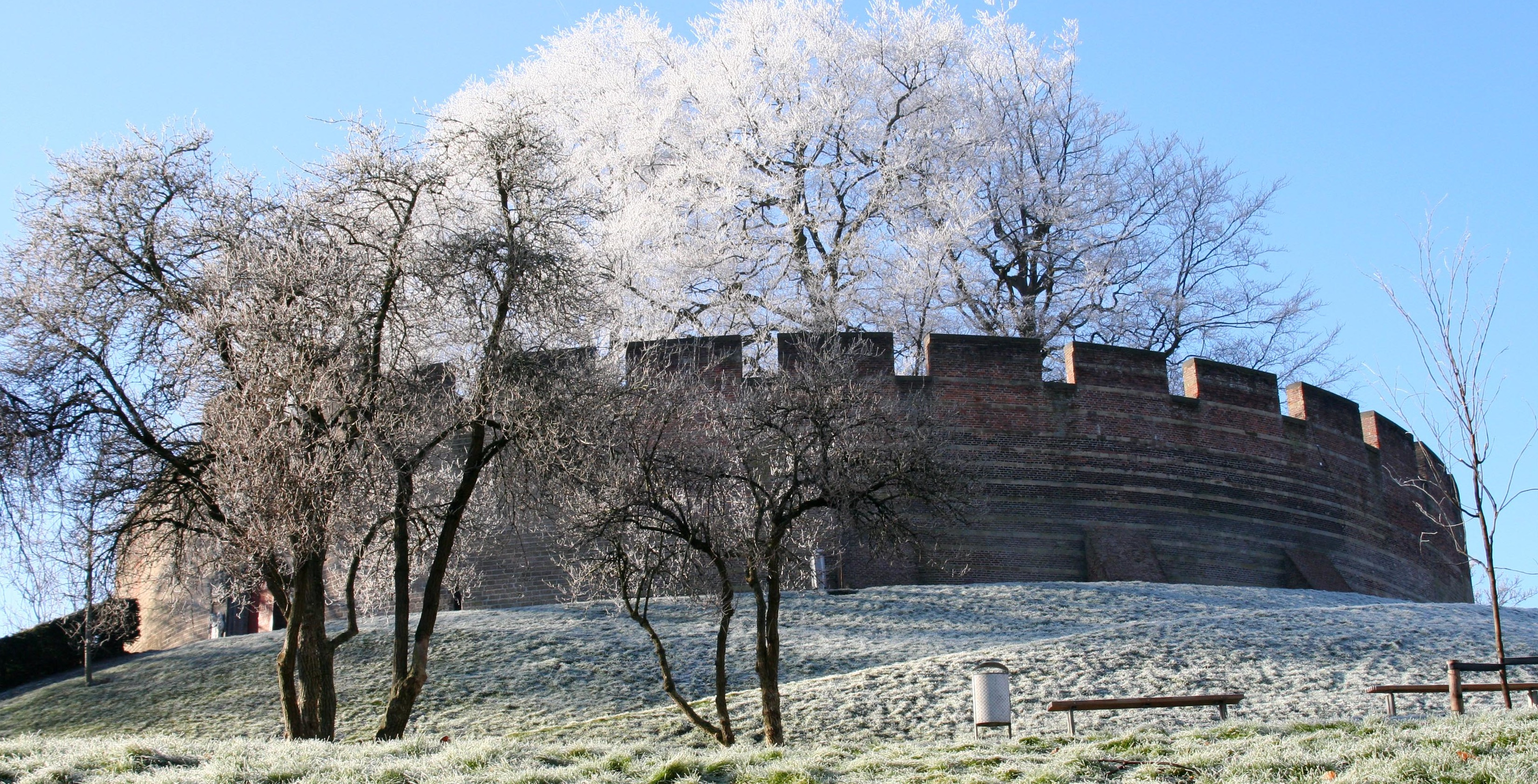
De Burcht van Leiden

Tijdens het graafschap van Dirk VI werd de houten Burcht van Leiden vervangen door een stenen bouwwerk. De burcht stond op een motte en bestond uit een ronde muur met daarin een donjon. Deze burcht (waarvan de resten nog steeds in het centrum van Leiden staan) functioneerde als militair steunpunt waar de graaf zich bij gevaar kon terugtrekken.
Van Dirk VI zijn diverse afbeeldingen bewaard gebleven. Het enige eigentijdse portret staat op het Timpaan van Egmond, waar hij staat afgebeeld met zijn moeder Petronilla van Lotharingen, ter weerszijden van Sint-Petrus. Het timpaan, voorheen boven het portaal van de verwoeste abdijkerk van Egmond, bevindt zich sinds begin 19e eeuw in het Rijksmuseum in Amsterdam.

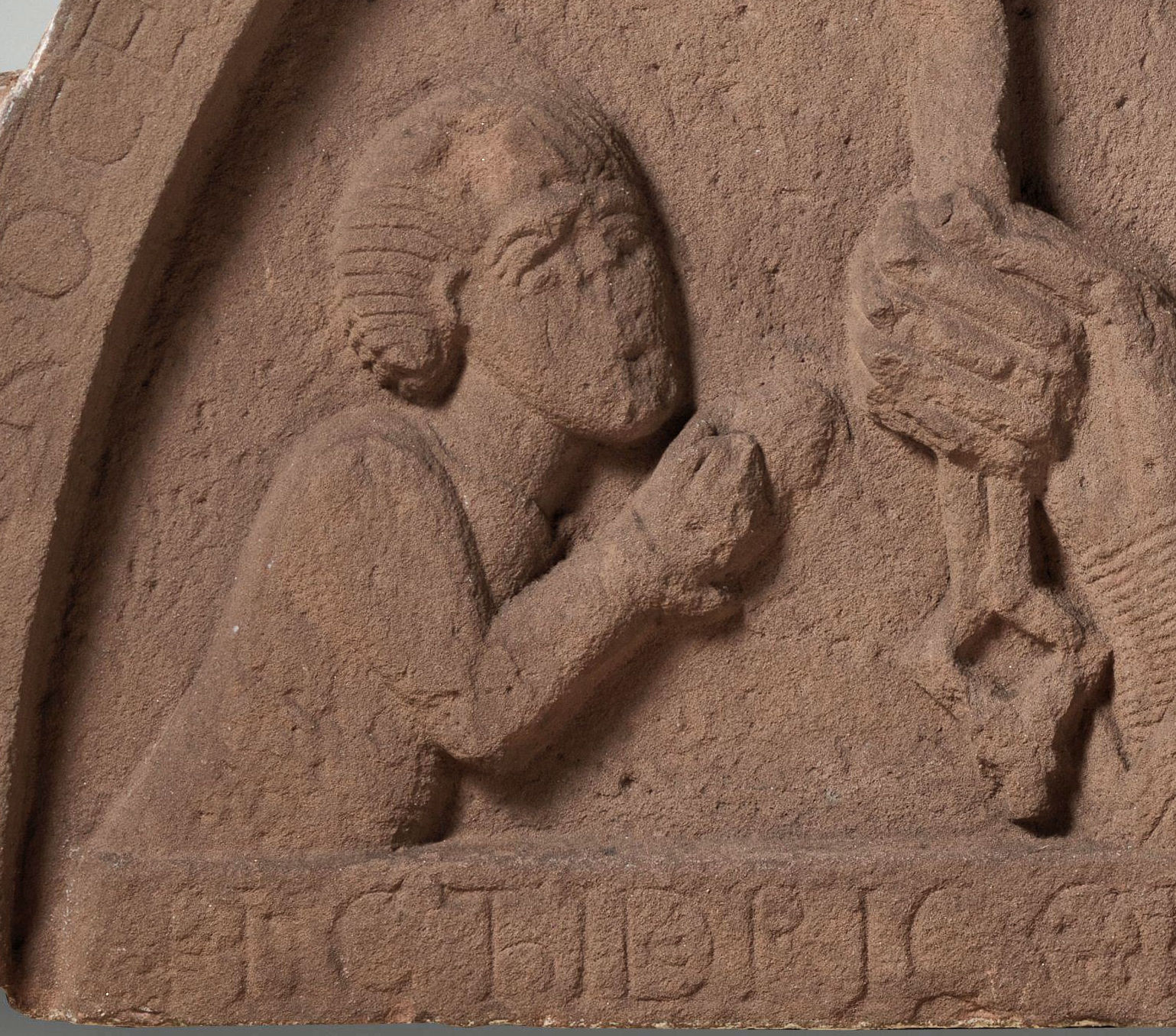
Dirk op het Timpaan van Egmond, ca. 1130, Rijksmuseum Amsterdam
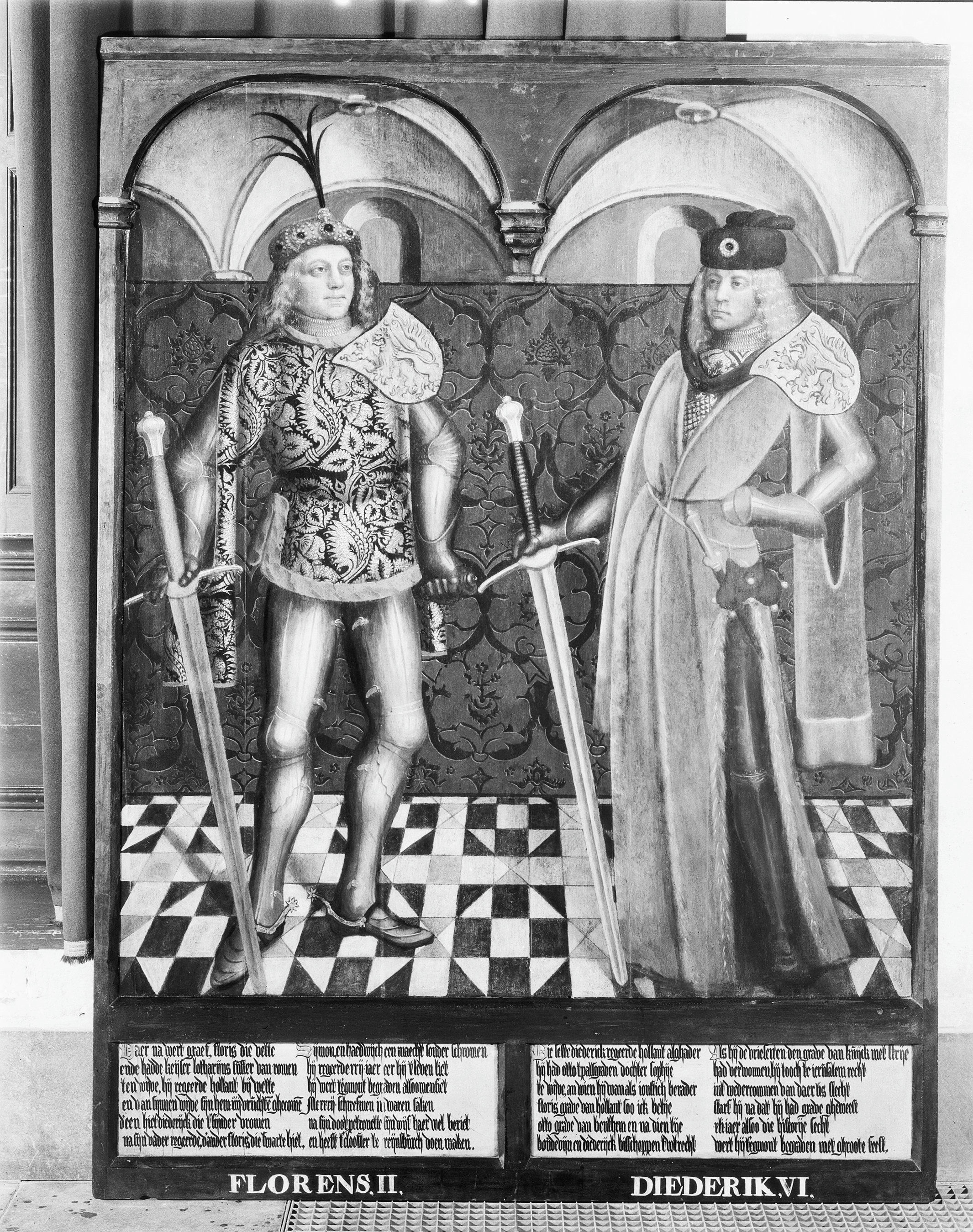
Met Floris II, ca. 1490, in de Gravenzaal van het Stadhuis van Haarlem
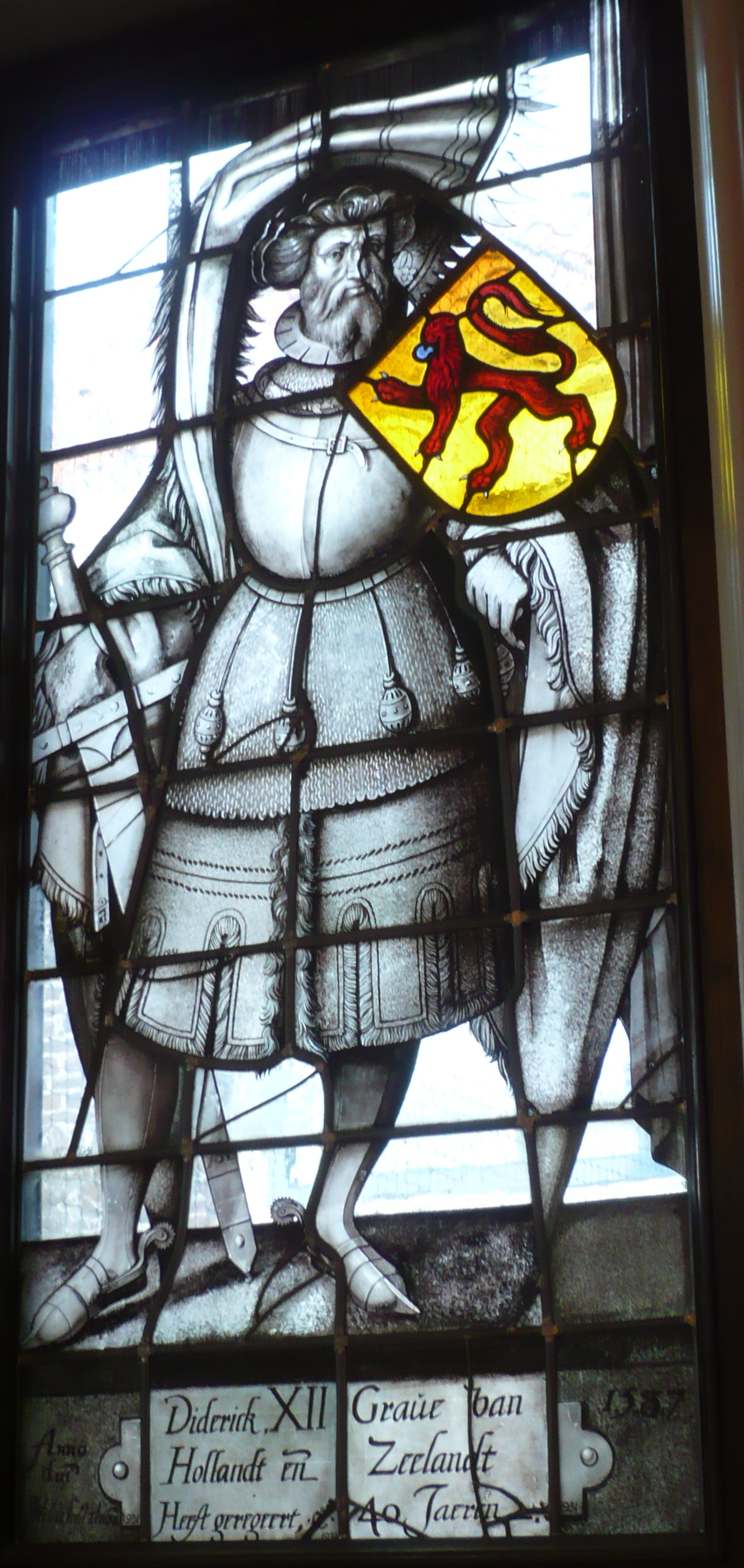
Gebrandschilderd raam naar ontwerp van Willem Thibaut, 1587, Lakenhal van Leiden
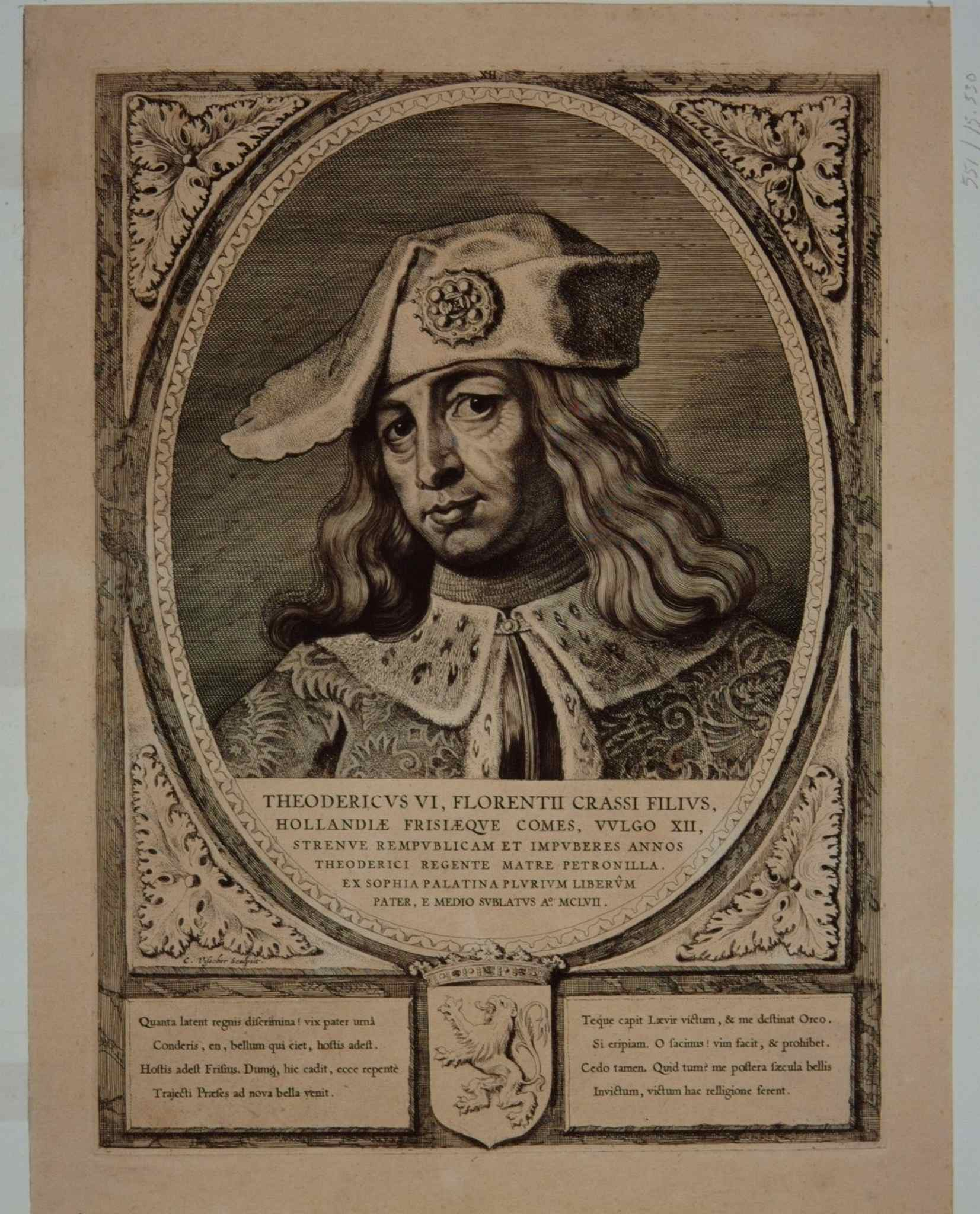
Gravure uit Dordracum Illustratum, 1650, archief Dordrecht

## Voorouders
| Voorouders van Dirk VI van Holland | Voorouders van Dirk VI van Holland                                                  | Voorouders van Dirk VI van Holland                                                  | Voorouders van Dirk VI van Holland                                                  | Voorouders van Dirk VI van Holland                                                  | Voorouders van Dirk VI van Holland                                                  | Voorouders van Dirk VI van Holland                                                  | Voorouders van Dirk VI van Holland                                                  | Voorouders van Dirk VI van Holland                                                  |
| ---------------------------------- | ----------------------------------------------------------------------------------- | ----------------------------------------------------------------------------------- | ----------------------------------------------------------------------------------- | ----------------------------------------------------------------------------------- | ----------------------------------------------------------------------------------- | ----------------------------------------------------------------------------------- | ----------------------------------------------------------------------------------- | ----------------------------------------------------------------------------------- |
| Overgrootouders                    | Floris I van Holland (1025 - 1061) ∞ 1050 Geertruida van Saksen (1033 - 1114)       | Floris I van Holland (1025 - 1061) ∞ 1050 Geertruida van Saksen (1033 - 1114)       | ? (-) ∞ ? (-)                                                                       | ? (-) ∞ ? (-)                                                                       | Gerard van Lotharingen (1030 - 1070) ∞ Hedwig Van Namen (1010–1080)                 | Gerard van Lotharingen (1030 - 1070) ∞ Hedwig Van Namen (1010–1080)                 | Frederik van Formbach (1035 - 1059) ∞ Gertrude van Haldensleben (1040 - 1116)       | Frederik van Formbach (1035 - 1059) ∞ Gertrude van Haldensleben (1040 - 1116)       |
| Grootouders                        | Dirk V van Holland (1054 - 1091) ∞ Othelhildis van Saksen (1065 - 1120)             | Dirk V van Holland (1054 - 1091) ∞ Othelhildis van Saksen (1065 - 1120)             | Dirk V van Holland (1054 - 1091) ∞ Othelhildis van Saksen (1065 - 1120)             | Dirk V van Holland (1054 - 1091) ∞ Othelhildis van Saksen (1065 - 1120)             | Diederik II van Lotharingen (1050 - 1115) ∞ Hedwig van Formbach (1061 - 1090)       | Diederik II van Lotharingen (1050 - 1115) ∞ Hedwig van Formbach (1061 - 1090)       | Diederik II van Lotharingen (1050 - 1115) ∞ Hedwig van Formbach (1061 - 1090)       | Diederik II van Lotharingen (1050 - 1115) ∞ Hedwig van Formbach (1061 - 1090)       |
| Ouders                             | Floris II van Holland (1085 - 1122) ∞ 1108 Petronilla van Lotharingen (1082 - 1144) | Floris II van Holland (1085 - 1122) ∞ 1108 Petronilla van Lotharingen (1082 - 1144) | Floris II van Holland (1085 - 1122) ∞ 1108 Petronilla van Lotharingen (1082 - 1144) | Floris II van Holland (1085 - 1122) ∞ 1108 Petronilla van Lotharingen (1082 - 1144) | Floris II van Holland (1085 - 1122) ∞ 1108 Petronilla van Lotharingen (1082 - 1144) | Floris II van Holland (1085 - 1122) ∞ 1108 Petronilla van Lotharingen (1082 - 1144) | Floris II van Holland (1085 - 1122) ∞ 1108 Petronilla van Lotharingen (1082 - 1144) | Floris II van Holland (1085 - 1122) ∞ 1108 Petronilla van Lotharingen (1082 - 1144) |
| Dirk VI van Holland (1114 - 1157)  |                                                                                     |                                                                                     |                                                                                     |                                                                                     |                                                                                     |                                                                                     |                                                                                     |                                                                                     |